# Mustachio
Mustachio war ein italienisches Volumenmaß und als Weinmaß in Venedig in Anwendung.
- 1 Amphora = 76  Mustachio[1] = 319.833 Pariser Kubikzoll = 634 Liter
- 1 Mustachio = 8,3421 Liter
- 88 Mustachio = 1 Muid[2]